# Damašský protokol

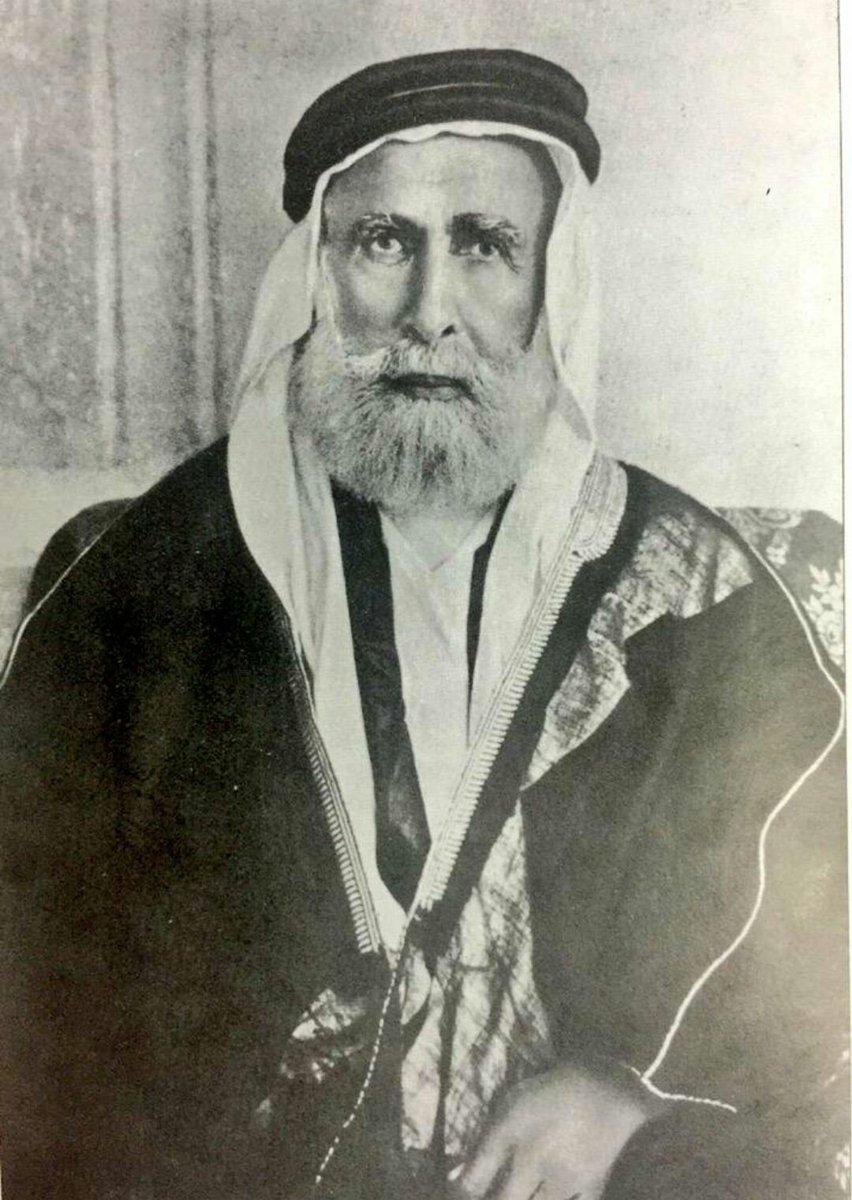
šaríf Husajna al-Hášimí

Damašský protokol byl dokument vypracovaný mladoaraby v roce 1915 a požadovali v něm úplnou nezávislost pro všechny oblasti ležící na jih od 37. rovnoběžky, tj. všech arabských území Turecké říše, a stal se základem jednání vládce Hidžázu, šerífa Husajna s Velkou Británií o společném boji proti turecké říši. 
Protokol sloužil jako základ moderního arabského nacionalismu. Jde o dokument zakládající arabský nacionalismus. Byl mezníkem ve vývoji arabského nacionalistického hnutí. Turecká vláda odmítla jednat o arabských požadavcích na reorganizaci říše, prosazovala v arabském hnutí radikálnější koncepce, požadující úplnou nezávislost. Hlásala ji především organizace mladoarabů (al-Fatát) a důstojnická al-ahd (slib).